# Chordofony szyjkowe

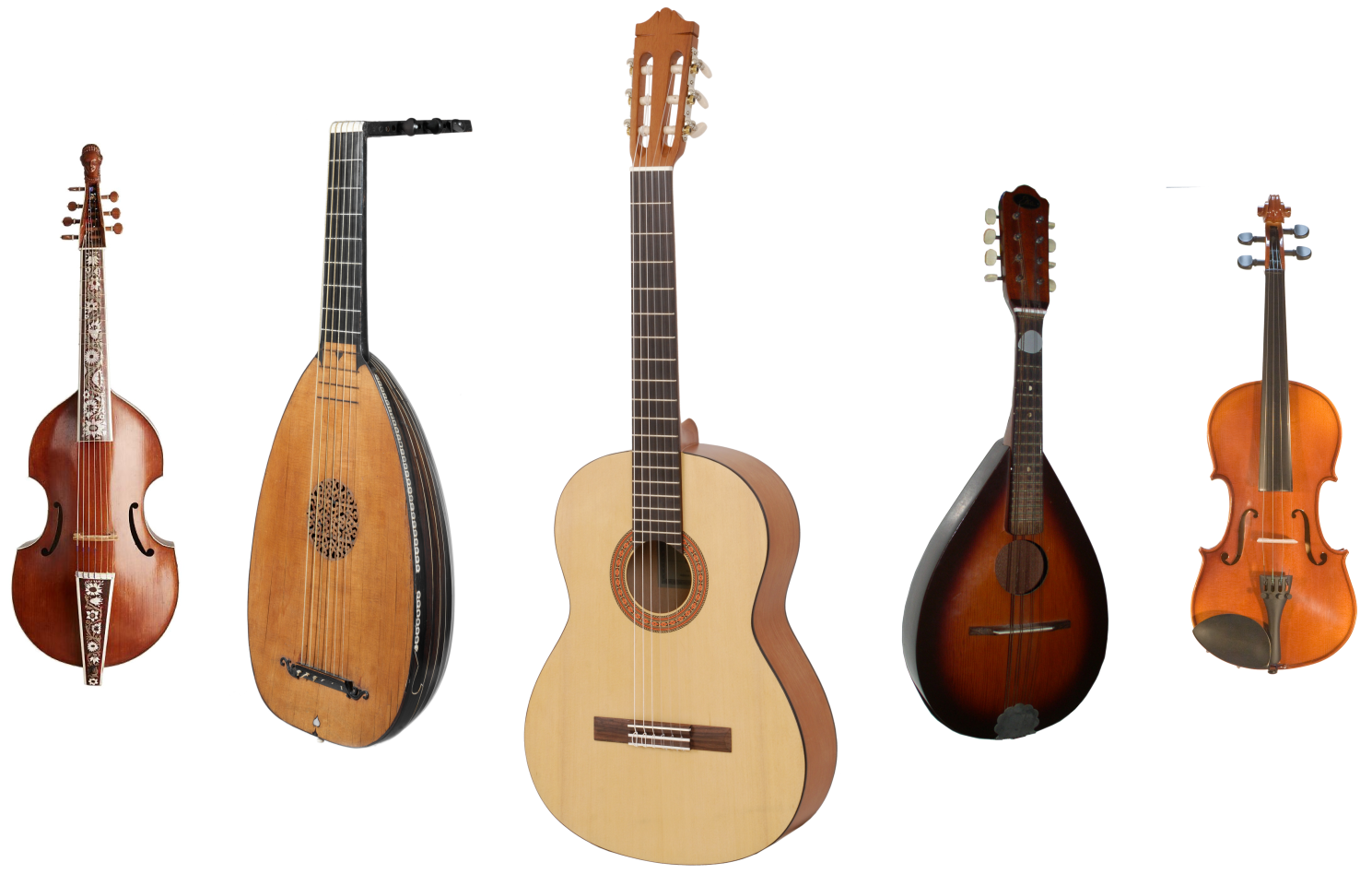
Wybrane instrumenty szyjkowe: viola da gamba, lutnia, gitara, mandolina, skrzypce

Chordofony szyjkowe, instrumenty szyjkowe, lutnie – w instrumentologii, instrumenty muzyczne wyposażone w korpus i szyjkę, w których źródłem dźwięku są napięte struny. Korpus jest rezonatorem – służy do zwiększania skuteczności promieniowania dźwięku, a szyjka służy do trzymania instrumentu oraz do skracania strun, które muzyk dociska palcami wprost do niej lub do umocowanej na niej podstrunnicy. Przykładami instrumentów szyjkowych są lutnia, skrzypce i gitara.
Termin „lutnie”, w kontekście typu instrumentów muzycznych odnosi się ogólnie do instrumentów strunowych z szyjką, a nie do wykształconego w kulturze europejskiej instrumentu o nazwie lutnia.

## Historia

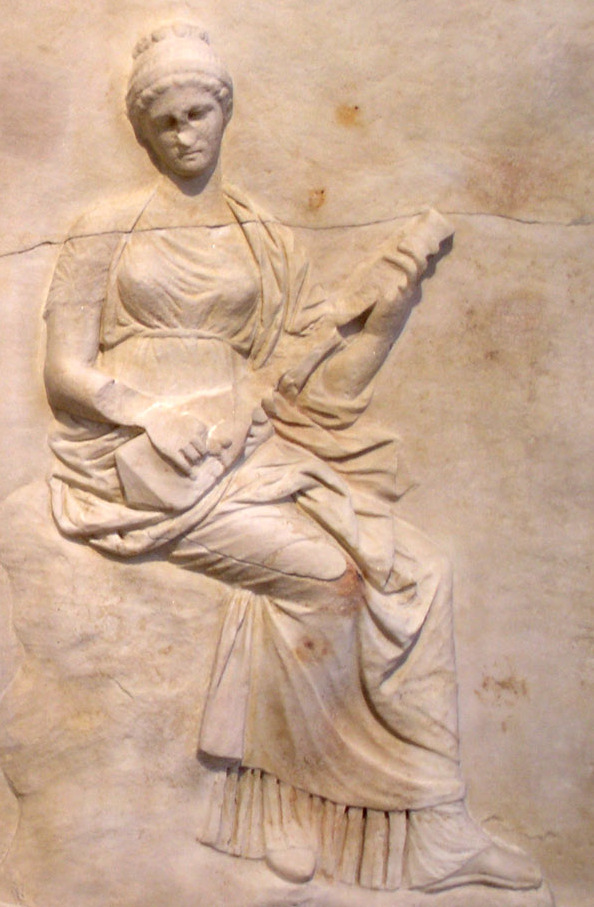
Muza grająca na pandorze

Najstarsze wizerunki instrumentów szyjkowych pochodzą ze znajdywanych na terenie Mezopotamii i Kapadocji statuetek, płyt i pieczęci datowanych na ok. 2000 r. p.n.e. Instrumenty te mają bardzo mały korpus, długą szyjkę z progami oraz dwie struny. Grano na nich używając plektronu. Starożytni Grecy nazywali ten typ lutni pandurą (pandora, bandora).
Mniej więcej z tego okresu pochodzą inne lutnie długoszyjkowe: egipskie instrumenty z owalnym, drewnianym korpusem pokrytym skórą i przebitym wzdłuż osi długą szyjką. Struny (zazwyczaj dwie) zamocowane były do szyjki rzemieniami – wewnątrz pudła rezonansowego oraz na górnym końcu. W podobny sposób – rzemieniami owiniętymi dookoła szyjki – wyznaczone były progi. Na instrumencie grano plektronem. Ten typ instrumentu przetrwał na terenach Afryki Północno-Zachodniej pod nazwą gunbrī, i w nieco zmniejszonej gabarytowo formie pod nazwą gunībrī.
Perskie statuetki z VIII wieku p.n.e. przedstawiają instrumenty z krótką szyjką i małym, wąskim korpusem długości ok. 60 cm i szerokości ok. 20 cm.
W starożytnej Grecji, Rzymie i Etrurii chordofony szyjkowe występowały rzadko, a ich konstrukcja była tożsama z mezopotamską, kapadocką i egipską. Hellenowie określali trzystrunowe warianty mianem tríchordon, a pozostałe pandura.

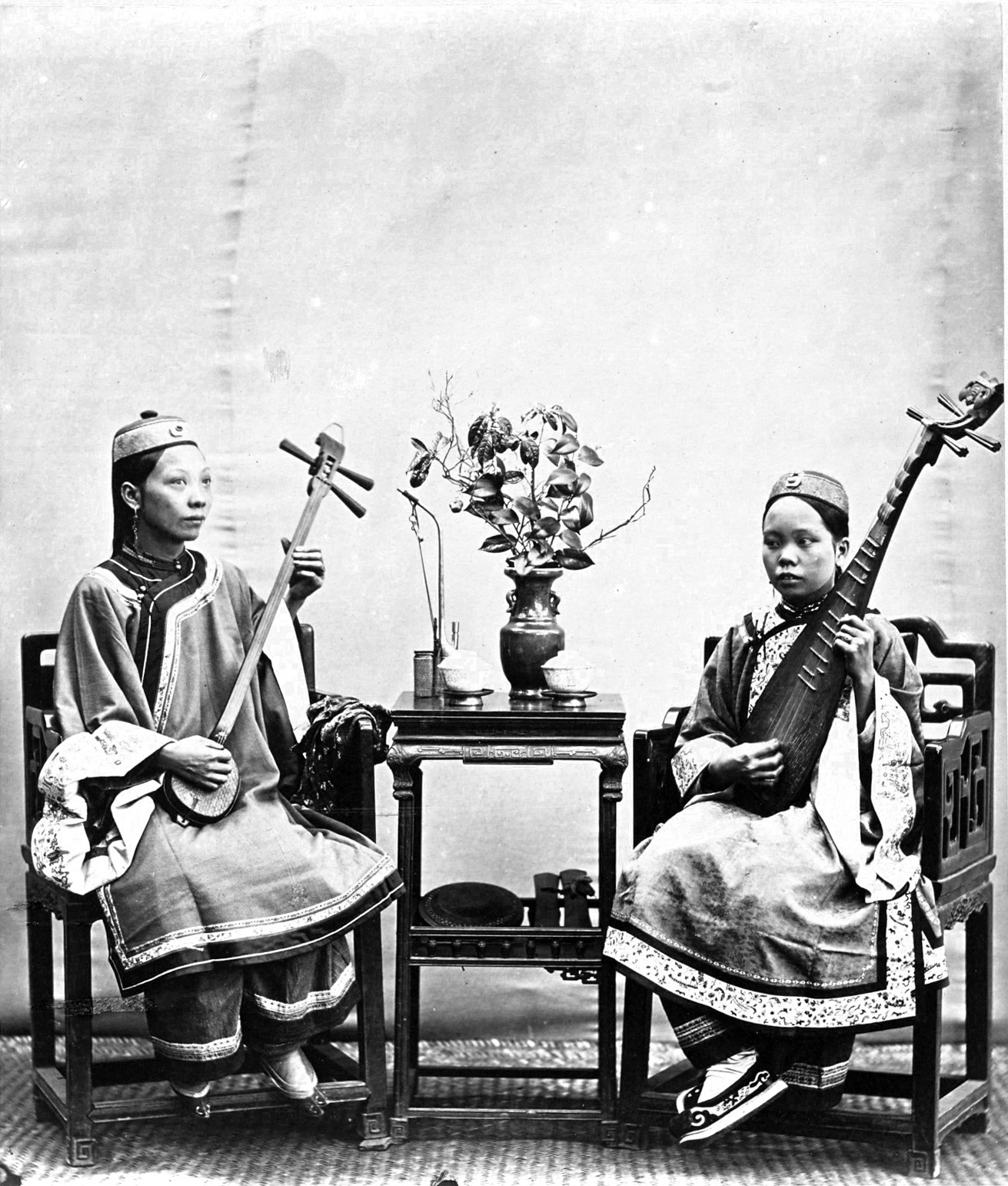
Kobiety grające na cytrze trzystrunowej (sanxian) oraz lutni pipa

Na Dalekim Wschodzie, za czasów panowania dynastii Han (206 p.n.e–200 n.e.), grano na lutni krótkoszyjkowej nazywanej w Chinach pipa. Miała korpus w kształcie gruszki, płytkie, zaokrąglone dno i drewnianą płytę wierzchnią. Cztery, czasami zdwojone, jedwabne struny rozpięte były między mostkiem w dolnej części korpusu, a zamocowanymi na końcu szyjki kołkami w kształcie smukłych stożków zwróconych podstawami na zewnątrz. Na instrumencie grano plektronem lub palcami, skracając tylko jedną lub dwie struny; pozostałe rezonowały.
W pierwszych wiekach pierwszego tysiąclecia n.e. w Indiach Północno-Zachodnich pojawiła się lutnia krótkoszyjkowa – instrument ze zwężającym się ku górze i przechodzącym w krótką szyjkę drewnianym korpusie. Odmiennie niż na wcześniejszych instrumentach długoszyjkowych, melodię realizowano wykorzystując na ogół wszystkie struny. Lutnia ta miała cztery do pięciu strun i charakterystyczne głębokie, księżycowe wcięcia, po obu stronach korpusu. Ten typ korpusu przetrwał w kulturze instrumentów indyjskich, afgańskich i pamirskich, a we współczesnym instrumentarium wcięcia rozwinęły się do głębokich rynien jak w rabaabie i w sarodzie.
Chińska pipa dotarła do Japonii kilka wieków później i – przyjmując kilka zbliżonych form konstrukcyjnych – zakorzeniła się w kulturze pod nazwą biwa.

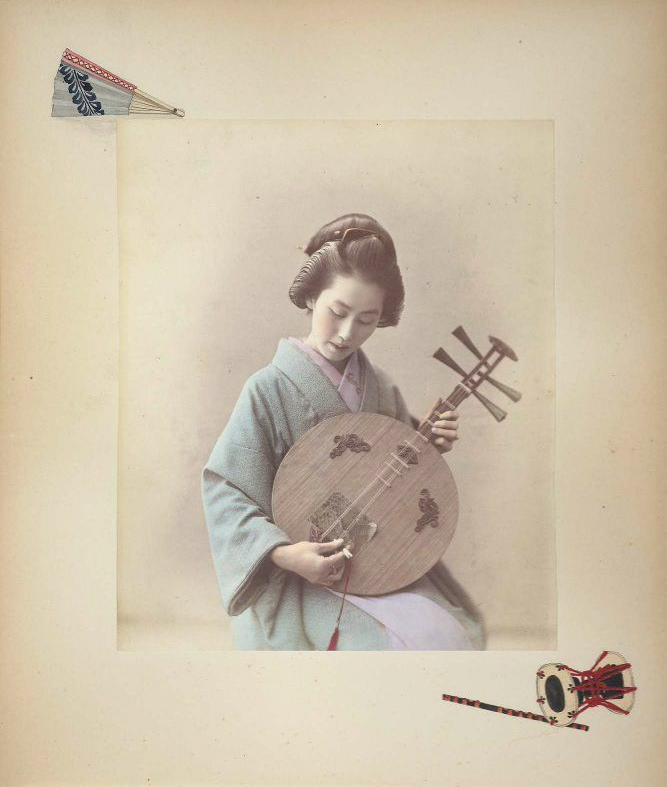
Kobieta grająca na lutni gekkin

Około 500 n.e., na terenach Azji Środkowej i Wschodniej wykształciła się krótkoszyjkowa płaska lutnia z okrągłym pudłem rezonansowym zbudowanym z dwóch desek połączonych prostopadłymi ściankami bocznymi. Instrument przetrwał do współczesności na terenach Mongolii, Chin, Japonii, Wietnamu i Kambodży pod nazwą yueqin (jap. gekkin). Na Daleki Wschód dotarła również z Azji Zachodniej lutnia długoszyjkowa – odpowiednik perskiego tanburu lub pierwotnej formu sitaru. Instrument miał mały, obciągnięty z obu stron skórą korpus, robiony z okrągłej lub czworobocznej obręczy z drewna. Przebijał go ok. 90-centymetrowy pręt, wzdłuż którego rozciągnięte były trzy jedwabne struny. W Chinach nazywano go sanxian, w Japonii shamisen.
W Indiach przedmuzułmańskich (do VIII w.) występowały dwa rodzaje fideli z krótką, pozbawioną progów szyjką, na których grano smyczkiem – sarinda i sarangi. Pierwsza miała fantazyjnie uformowany korpus i trzy struny z końskiego włosia lub jelitowe. Druga, występująca głównie w Indiach północnych, wydrążona była z jednego kawałka ciężkiego drewna, miała trzy lub cztery jelitowe struny melodyczne i kilkanaście metalowych, współdrgających w trakcie gry na zasadzie rezonansu. Prymitywne formy obu instrumentów występują współcześnie na terenach Turkiestanu.
W średniowieczu, w Indiach muzułmańskich (po VIII w.), zakorzeniły się charakterystyczne dla tego regionu świata lutnie szerokoszyjkowe, które wyewoluowały z perskich wąskoszyjkowych tamburu i sitaru. Indyjski sitar składa się z małego, gruszkowatego korpusu z płaską, dziurkowaną płytą wierzchnią, i bardzo szerokiej szyjki z progami i bocznie osadzonymi kołkami. Ma od czterech do siedmiu strun. Indyjski tambur – tamburi – gabarytami podobny jest do sitaru, ale ma wypukłą płytę wierzchnią i szyjkę pozbawioną progów. Instrumentem smyczkowym podobnym do sitaru jest fidel esrar – skrzyżowanie sitaru z sarangi.
Na Dalekim Wschodzie rozpowszechniła się rodzina fideli (lutni smyczkowych) o nazwie huqin. Podróżnik i kronikarz Shen Kuo opisał te instrumenty w XI wieku. Najwcześniejsza ilustracja pochodzi z datowanego na 1105 manuskryptu Yue Shu. Korpus huqin ma formę cienkiego walca lub sześciokątnego graniastosłupa. Na jedną z podstaw naciągnięta jest skóra spełniająca funkcję płyty rezonansowej. Szyjka w formie pręta, bez podstrunnicy przebija korpus na wylot. Włosie smyczka przechodzi między dwiema strojonymi zazwyczaj w kwincie strunami. Gra się na huqinie trzymając go w pozycji pionowej, korpusem do dołu, naciskając struny opuszkami palców. Spośród wielu typów i odmian najpopularniejszym i używanym współcześnie jest erhu.

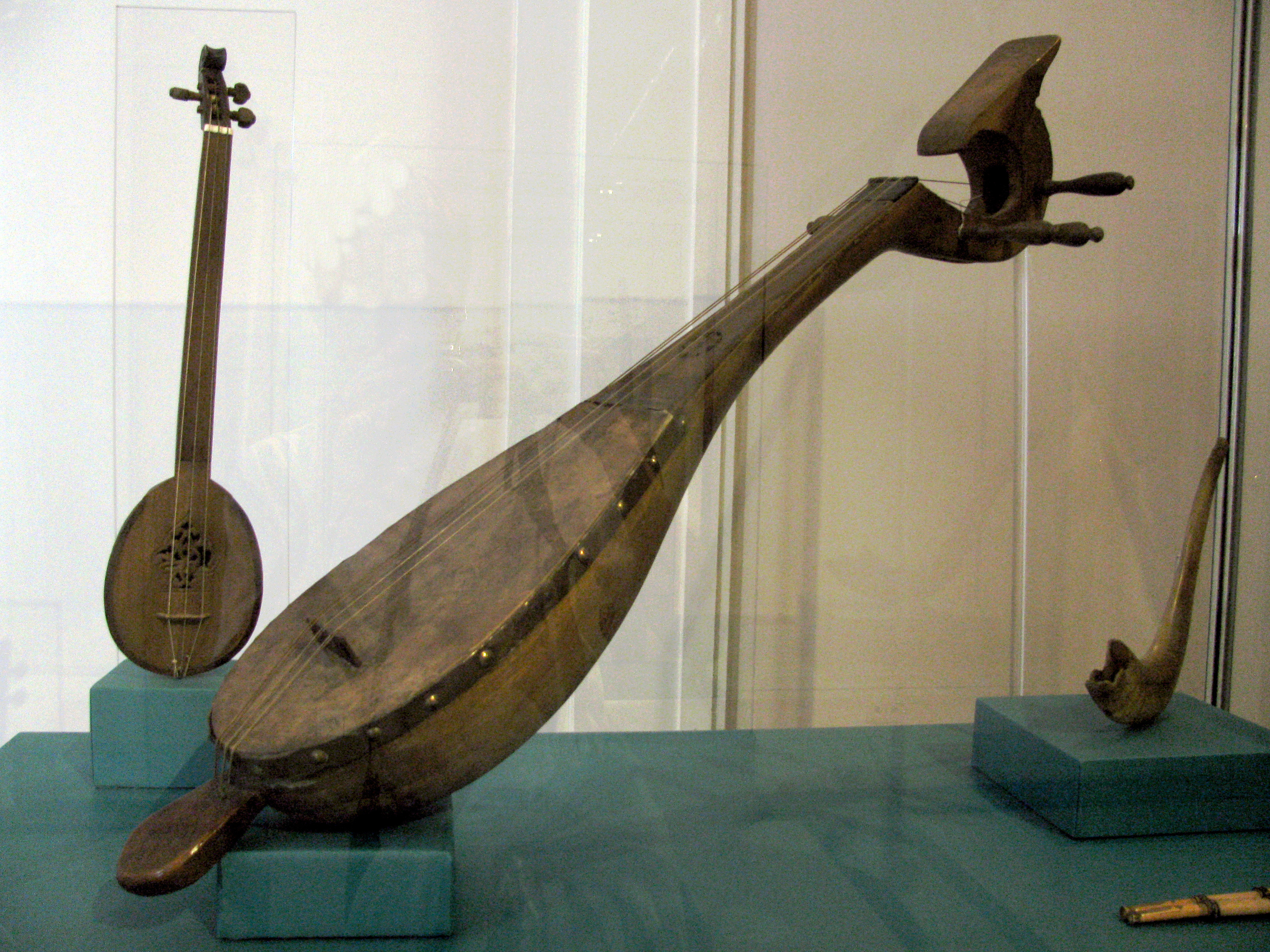
Dalekowschodnia lutnia krótkoszyjkowa gambus

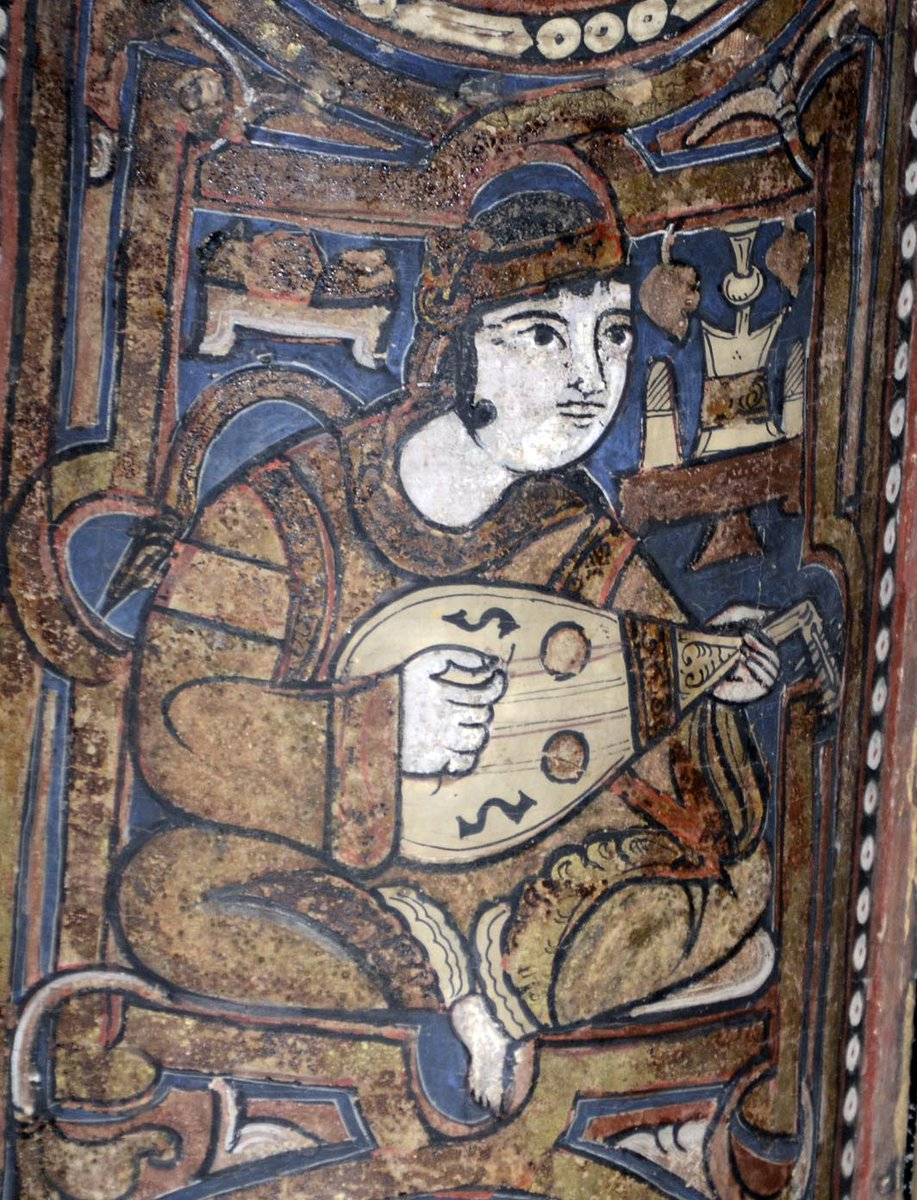
Mężczyzna grający na lutni ūd

W średniowieczu, na Bliskim Wschodzie wykształciła się lutnia krótkoszyjkowa gambus (qanbūs, kabosa, koboz). Miała wycięty z jednego kawałka drewna korpus, zwężający się płynnie w krótką szyjkę, charakterystyczną sierpowatą, odgiętą ku tyłowi komorę kołkową z wydatnymi, bocznie osadzonymi kołkami oraz strunociąg zamocowany na dolnej „ściance” korpusu. Trzy struny zarywane były prawdopodobnie plektronem. Ten typ lutni przedostał się do Europy przez Bizancjum i Węgry, a także od strony zachodniej, przez Półwysep Iberyjski. Hiszpańscy chrześcijanie jeszcze w XIV wieku nazywali go guitarra morisca (gitara mauretańska). Instrument ewoluował przybierając w XVI wieku postać mandoli (mandory) – lutni z gruszkowatym korpusem, otworem rezonansowym z rzeźbioną rozetką i długą, sierpowatą komorą kołkową. W krajach bałkańskich, Rosji i Polsce rozprzestrzenił się pod nazwą kobza. Do X wieku bezprogowa wersja gambusu o nazwie rebab, wyposażona w jedną lub dwie struny, używana była jako instrument smyczkowy.
W średniowieczu, na Bliskim Wschodzie występowała lutnia ūd (odpowiednik indyjskiej vina) ze strunociągiem na cienkiej płycie wierzchniej, wypukłym, gruszkowatym korpusem z dwoma otworami rezonansowymi, krótką, bezprogową szyjką, bocznie osadzonymi kołkami oraz czterema parami jelitowych lub jedwabnych strun zarywanych plektronem sporządzonym z dutki pióra. W Andaluzji, pod wpływem krzyżujących się wpływów wschodnich i zachodnich, instrument ulegał przeobrażeniom, formując u schyłku średniowiecza formę lutni europejskiej.
W średniowieczu, na obszarach kultury muzułmańskiej, występowały instrumenty smyczkowe w formie długiej szyjki o okrągłym przekroju przebijającej niewielki korpus – fidele z nanizanym rezonatorem. Miały jedną lub dwie struny.
Pierwsze lutnie europejskie z okresu wczesnego średniowiecza przedstawione są w psałterzu utrechckim. Są to instrumenty ze smukłą, dwu- lub trzykrotnie dłużą od korpusu szyjką z progami, wygiętą w tył komorą kołkową i pudłem rezonansowym o kształcie czary kielicha lub kwiatu tulipana. Podobny z proporcji szyjki i korpusu instrument przedstawiony jest w Złotym Psałterzu z Sankt Gallen. Hiszpańskie manuskrypty z X i XI wieku przedstawiają lutnie krótkoszyjkowe, z wąskim, gruszkowatym korpusem przechodzącym płynnie w szyjkę, na końcu której poprzecznie zamocowana jest główka z czterema kołkami.

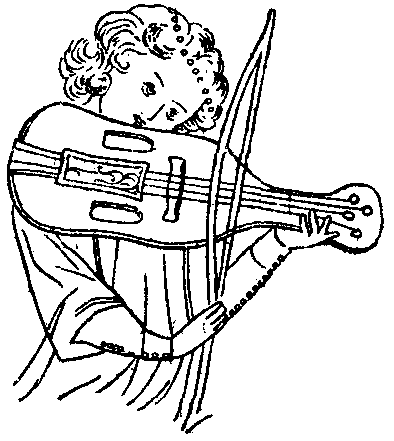
Mężczyzna grający na fideli

Te same źródła opisują fidel – smukły instrument rozmiarów dorosłego człowieka, o zarysie przypominającym butelkę, z odspodnio osadzonymi w okrągłej główce kołkami. Na takim „kontrabasie” grano głęboko wygiętym smyczkiem. Głównym instrumentem smyczkowym średniowiecza stała się jego mała wersja – fidel bizantyjska, zwana również pod nazwami lyra, viola, a później, do XVII wieku lira da braccia i lira da gamba. Europejska fidel przyjęła kilka funkcjonujących jednocześnie do XV wieku form: z małym gruszkowatym korpusem (rebec, rubeba, rubella), z korpusem owalnym, wykonywanym z jednego i z osobnych części (od ok. 1300), z bocznym wcięciem (talią, od XII w.) i bez niego, z szyjką wykonaną z osobnego kawałka drewna i z szyjką wyrzeźbioną z bryły korpusu. Początkowo na fideli w Europie grano na sposób wschodni – trzymając ją pionowo, szybko jednak przyjęła się technika na ramieniu.
Jako jednego z bezpośrednich przodków wiol i współczesnych skrzypiec wskazuje się „polskie skrzypce”, wzmiankowane w 1545 przez niemieckiego kompozytora Martina Agricolę w opracowaniu Musica instrumentalis deudsch, a później przez Michaela Praetoriusa w Syntagma Musicum.

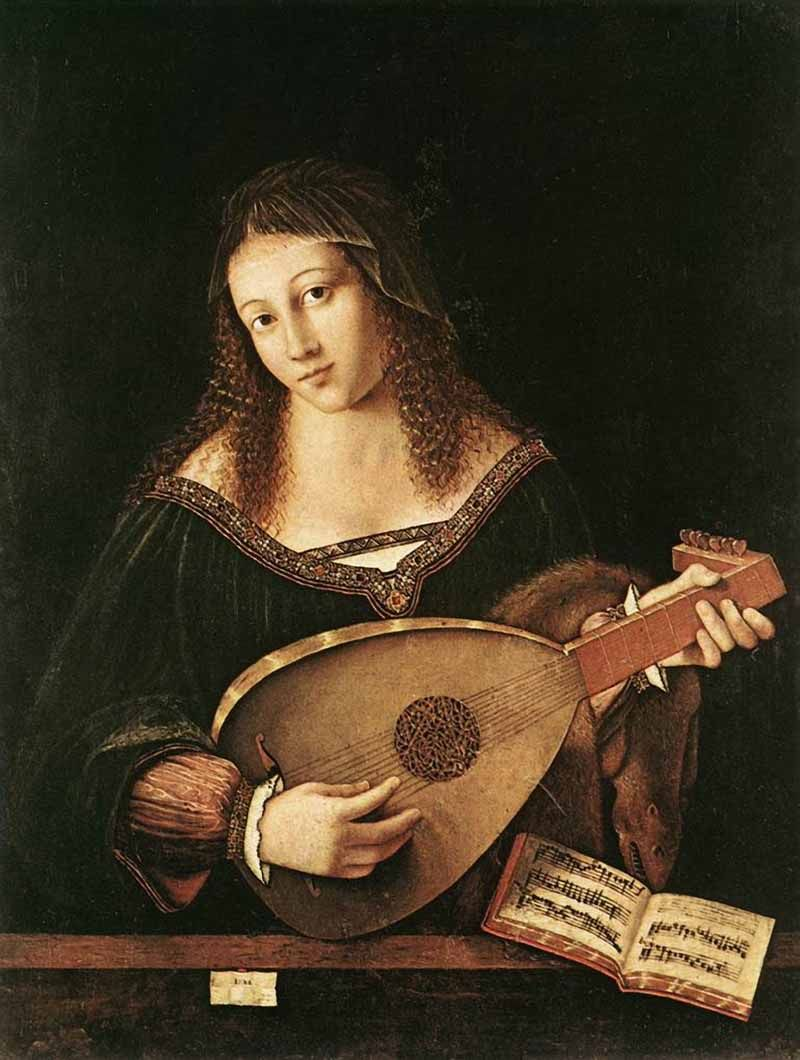
Kobieta grająca na lutni 11-strunowej

Klasyczna, renesansowa lutnia europejska uformowała się na przełomie XV i XVI wieku. Wykonywany z 9 do 33 wąskich klepek spód korpusu miał szlachetnie zarysowany migdałowy kontur, krótka szyjka z ośmioma progami była wyodrębniona z korpusu i kończyła się wychyloną do tyłu i zamocowaną pod kątem prostym główką z 11 kołkami naciągającymi pięć zdwojonych i jedną pojedynczą strunę. Sporadycznie zwiększano liczbę strun i progów. W 1676 angielski lutnik Tomasz Mace wydał opracowanie Musick's Monument, w którym scharakteryzował cechy konstrukcyjne instrumentu pozwalające uzyskać „lutnię doskonałą”: nieco zaokrąglona podstrunnica, podstawek dystansujący struny tylko o włos od progów oraz blisko położone struny w parach, a pary oddalone tak, żeby palce lutnisty mogły precyzyjnie dociskać wybrane pozycje.
W Hiszpanii, z której do Europy Środkowej przywędrowała i na trzy wieki zakorzeniła się lutnia, nie zyskała ona popularności. Używano tam instrumentów o nazwie vihuela – gitary vihuela de mano oraz fideli vihuela de arco. Instrumenty miały płaski i szerszy niż europejska lutnia korpus oraz sześć lub siedem podwójnych strun.

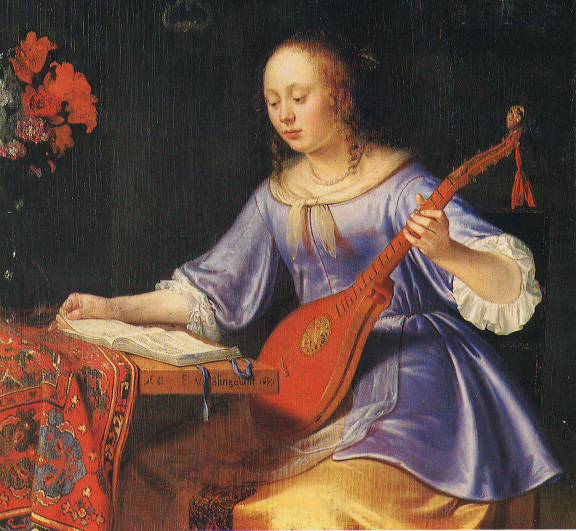
Kobieta z cytarą

Typowa, XVI-wieczna cytara miała płytki korpus z płaskimi płytami wierzchnią i spodnią, szyjkę z progami oraz metalowe struny rozpięte między umieszczonym u dołu korpusu strunociągiem, a lekko sierpowatą komorą kołkową. Szyjka była węższa po stronie basowej, żeby ułatwić naciskanie strun. Tych było zazwyczaj 9 – osiem zdwojonych i jedna pojedyncza. Instrument powstał prawdopodobnie w Europie Południowej, jako rodzaj szarpanej fideli. 
Instrumentami smyczkowymi, które zdominowały Europę w XVI wieku były viola da gamba (wiola kolanowa) oraz viola da braccio (wiola ramienna). Viole da gamba miały płaską płytę spodnią, wysokie, spadziste w górnej części boczki, poprzeczki wzmacniające wewnątrz korpusu, otwory rezonansowe w kształcie litery C lub płomieniste, szeroką szyjkę z jelitowymi progami i sześć lub siedem cienkich strun. Viole da braccio miały wypukłą płytę spodnią z krawędziami wystającymi poza boczki (tak samo płyta wierzchnia), niskie, prostopadłe do szyjki boczki, podłużną belkę basową wewnątrz korpusu, otwory rezonansowe w kształcie „efów”, wąską bezprogową szyjkę i cztery grube struny. Różnice konstrukcyjne sprawiały, że oba instrumenty miały znacznie różną barwę: da gamba nikłą i płaską, da braccio pełną i soczystą.
Europejskie instrumentarium epoki późnego średniowiecza i renesansu, ulegając w baroku przekształceniom podyktowanym głównie praktyką wykonawczą i dostosowaniem do wymogów kompozycji, uformowało znane do współczesności instrumenty smyczkowe z rodziny skrzypiec, arcylutnie i gitary.